# Bustillo del Páramo de Carrión
Bustillo del Páramo de Carrión ist ein Ort und eine nordspanische Gemeinde (municipio) mit 55 Einwohnern (Stand: 2024) in der Provinz Palencia der Autonomen Gemeinschaft Kastilien-León. 

## Lage und Klima
Bustillo del Páramo de Carrión liegt in der altkastilischen Meseta in einer Höhe von ca. 865 m. Die Provinzhauptstadt Palencia befindet sich gut 42 km (Fahrtstrecke) südsüdöstlich. Durch die Gemeinde führt die Autovía A-231. Das Klima im Winter ist kühl, im Sommer dagegen trotz der Höhenlage gemäßigt bis warm; Niederschläge (ca. 618 mm/Jahr) fallen überwiegend im Winterhalbjahr.

## Bevölkerungsentwicklung
| Jahr      | 1970 | 1981 | 1991 | 2001 | 2011 | 2021 |
| Einwohner | 184  | 138  | 117  | 87   | 64   | 61   |

## Sehenswürdigkeiten

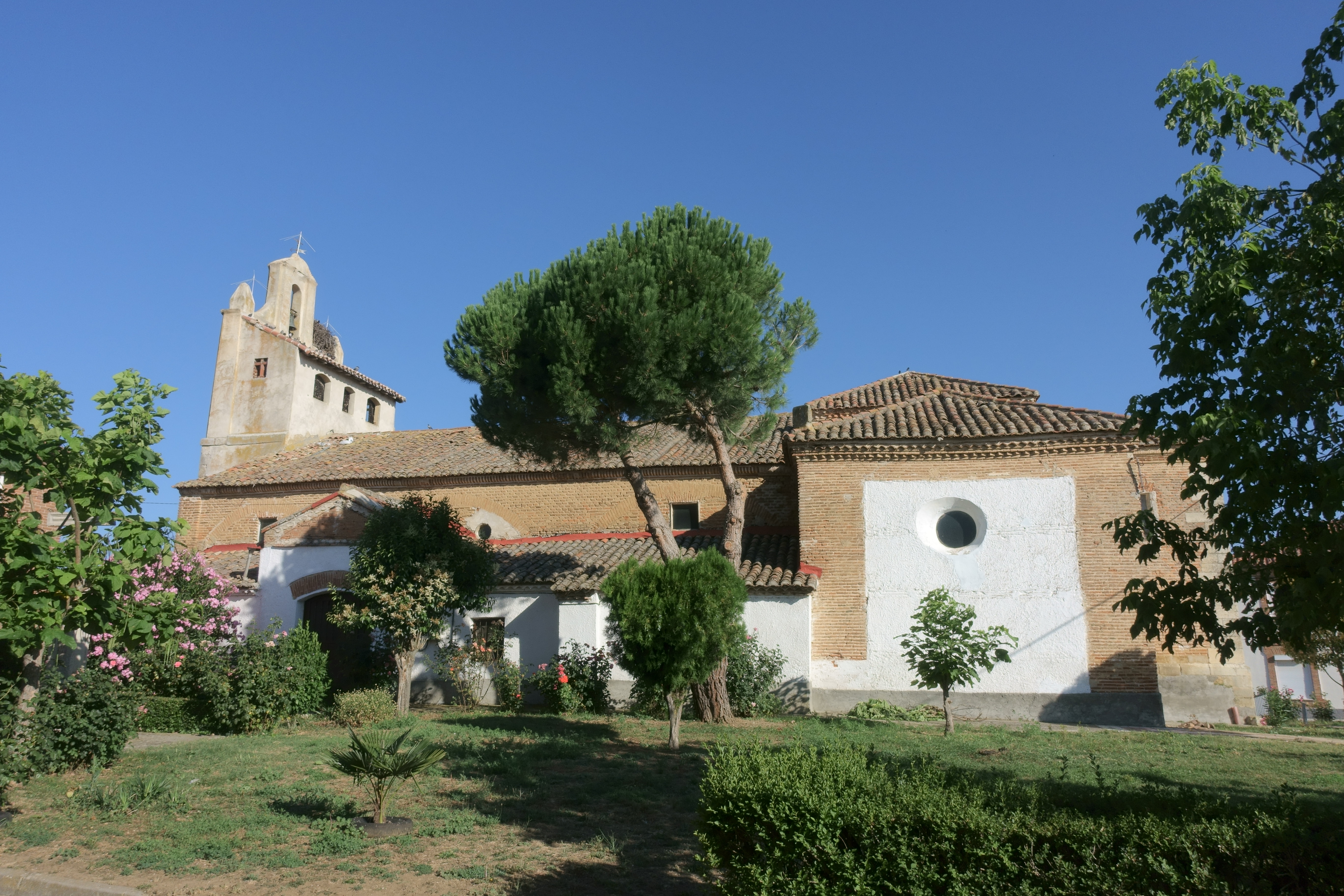
Andreaskirche
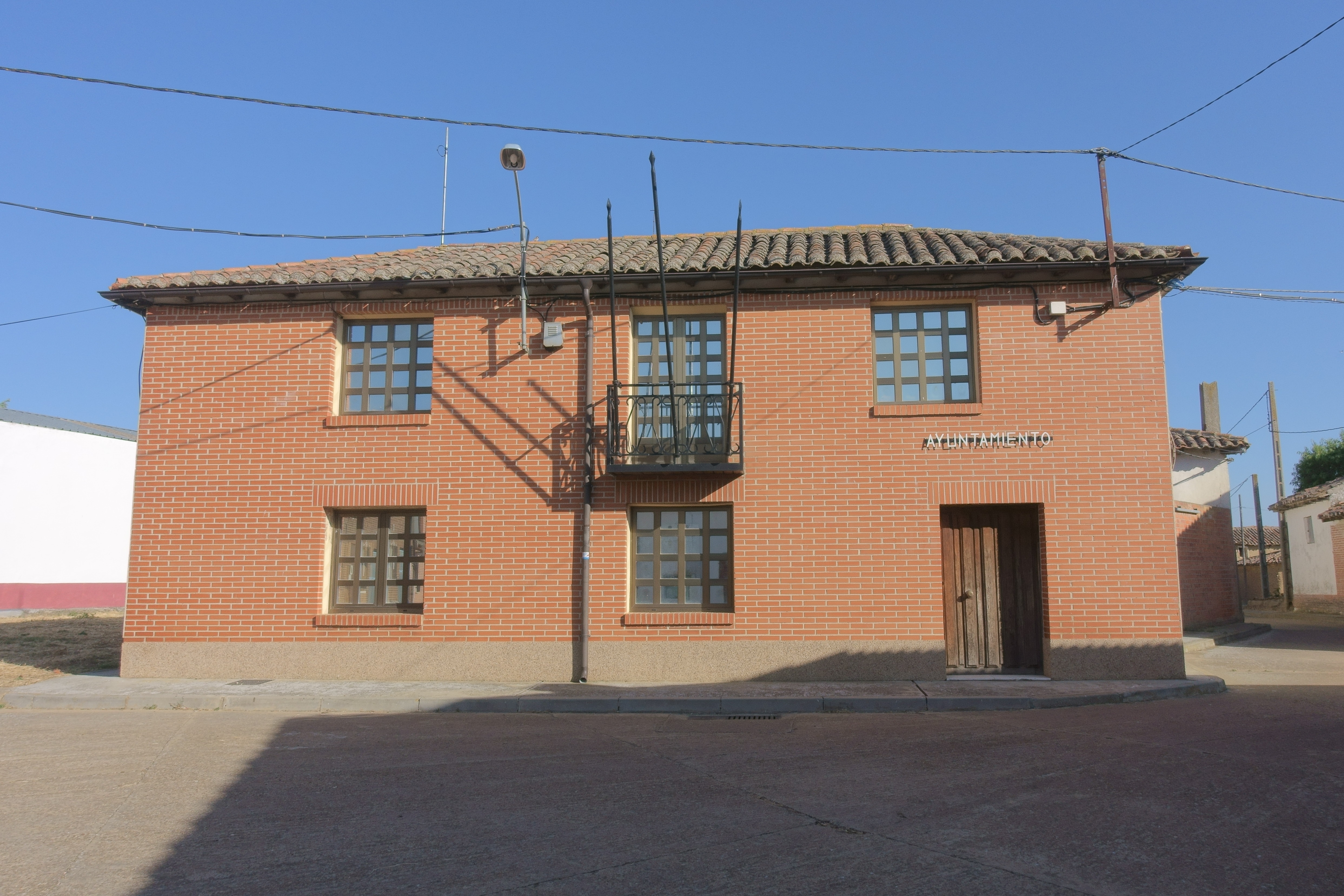
Rathaus

- Andreaskirche
- Rathaus